# Стерлінг Голлоуей
Стерлінг Прайс Голлоуей-молодший (англ. Sterling Price Holloway Jr.; 14 січня 1905, Сідартаун — 22 листопада 1992, Лос-Анджелес) — американський актор, що знявся у понад 100 фільмах і 40 телешоу.
Озвучував багато персонажів для компанії Волта Діснея. Голос Лелеки з мультфільму «Дамбо», дорослого Квітки з «Бембі», Чеширського кота з «Аліси в Країні Чудес», Каа з «Книги джунглів», а також Вінні-Пуха з однойменної діснеївської франшизи.

## Біографія
Народився 14 січня 1905 року в місті Сідертаун, штат Джорджія. Батько — Стерлінг Голлоуей-старший, власник продуктового магазину, у 1912 році був мером Сідертауна, а дід за батьківською лінією, на честь якого і назвали Стерлінга — Стерлінг Прайс, відомий адвокат, плантатор, 11-й губернатор штату Міссурі і генерал-майор армії КША у часи Громадянської війни.
По закінченню Військової академії Джорджії у 1920 році, 15-річний Стерлінг переїхав у Нью-Йорк, де втупив до Американської академії драматичного мистецтва. Під час навчання в академії, потоваришував з Спенсером Трейсі, якого потім називав одним зі своїх найулюбленіших колег по роботі.
У середині 1920-х років брав участь у постановках на Бродвеї. У 1926 році переїхав у Голлівуд, де розпочав кар'єру кіноактора. Через руде волосся і високий пронизливий голос (майже фальцет) визначили його амплуа як комедійне. Як актор озвучування дебютував у 1941 році у діснеївському мультфільмі «Дамбо».
Під час Другої світової війни, у 1942 році Голлоуей був мобілізований до армії США, служив два роки в Італії та Північній Африці. Військова служба була пов'язана з постановками та показом шоу для військових. З кінця 1940-х почав брати участь у радіопостановках.
Стерлінг Голлоуей помер 22 листопада 1992 року в лікарні в Лос-Анджелесі від зупинки серця. Згідно із заповітом, тіло піддали кремації, а прах розвіяли над Тихим океаном.

### Особисте життя
Голлоуей дотримувався методизму. Він ніколи не був одружений і не мав дітей, пояснюючи це тим що холостяцьке життя його цілком влаштовує і що він не бачить причин щось змінювати. Він всиновив дитину на ім'я Річард.
Голлоуей був зареєстрованим республіканцем. Під час президентських виборів 1952 року він підтримував кандидатуру республіканця Дуайта Ейзенхауера.

## Обрана фільмографія

### Фільми
- 1932 — Американське божевілля — Оскар (нема в титрах)
- 1932 — Білява Венера — Джо мандрівник
- 1933 — Золотошукачі 1933 року — посильний з капелюхом
- 1933 — Танцююча леді — Пінкі
- 1934 — Весела вдова — Ордерлі
- 1940 — Синій птах — Дика Слива
- 1941 — Познайомтеся з Джоном Доу — Ден
- 1963 — Цей шалений, шалений, шалений, шалений світ — начальник пожежної охорони
- 1968 — Трохи життя, трохи кохання — молочник

### Телесеріали
- 1959 — Сутінкова зона — телемайстер
- 1986 — Агентство «Місячне сяйво» — оповідач за кадром

### Озвучування
- 1941 — Дамбо — Лелека
- 1942 — Бембі — дорослий Квітка
- 1944 — Троє кабальєрів — оповідач («Холоднокровний пінгвін»)
- 1946 — Зіграй мою музику — оповідач за кадром (сюжет «Петрик і вовк»)
- 1947 — Випромінюй позитив — оповідач за кадром (сюжет «Міккі і бобове стебло»)

- 1949 — Пригоди Ікабода і пана Скрека — Тоад
- 1951 — Аліса в Країні Чудес — Чеширський кіт
- 1960 — Alakazam the Great — оповідач за кадром (англійський дубляж)
- 1966 — Вінні-Пух і медове дерево — Вінні-Пух
- 1967 — Книга джунглів — Каа
- 1968 — Вінні-Пух і день турбот — Вінні-Пух
- 1970 — Коти-аристократи — миша Рокфор
- 1974 — Вінні-Пух, а з ним і Тигрик — Вінні-Пух
- 1977 — Численні пригоди Вінні — Вінні-Пух